# 월리스 캐러더스

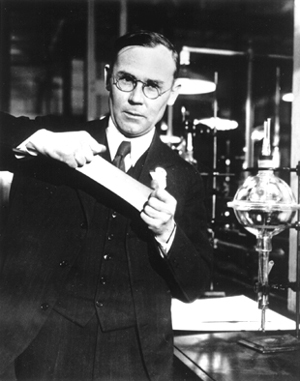
윌리스 흄 캐러더스

월리스 흄 캐러더스(Wallace Hume Carothers, 1896년 4월 27일 ~ 1937년 4월 29일)는 듀폰에서 일한 미국의 화학자이다.
그는 대부분의 중합체 연구가 수행된 월밍턴 근처의 듀폰 실험 연구소의 그룹 리더였다. 캐러더스는 나일론을 최초로 개발한 것 외에도 네오프렌의 기초를 마련하는 데 기여한 유기화학자였다. 그는 박사학위를 받은 후 여러 대학에서 가르친 후 듀폰에 채용되어 기초 연구를 진행했다.
그는 1936년 2월 21일에 헬렌 스윗먼과 결혼했다. 캐러더스는 어린 시절부터 우울증을 겪어왔다. 그는 나일론으로 성공을 거두었음에도 불구하고, 별로 성취한 것이 없고 아이디어가 고갈되었다고 느꼈다. 그의 불행은 누이의 죽음으로 더욱 심화되었고, 1937년 4월 28일 그는 시안화칼륨을 마시고 자살했다. 그의 딸 제인은 1937년 11월 27일에 태어났다.

## 생애
캐러더스는 1896년 4월 27일 아이오와주 벌링턴 에서 아이라와 메리 에발리나 캐러더스 사이에서 태어났다. 그는 네 자녀 중 장남이었다. 그에게는 형제가 한 명 있고 자매도 두 명 있었다: 존, 이소벨, 엘리자베스. 어린 시절, 캐러더스는 도구와 기계 장치에 매료되어 많은 시간을 실험하며 보냈다. 그는 아이오와주 데모인의 공립학교에 다녔는데, 그곳에서 성실한 학생으로 알려졌다. 졸업 후, 아버지의 압력에 굴복한 캐러더스는 데모인의 캐피털 시티 상업대학에 입학했다. 그의 아버지는 이 대학의 부사장이었고, 1915년 7월에 회계와 비서 교육 과정을 마쳤다.
1915년 9월, 그는 미주리주에 있는 타르키오 대학에 입학했다. 그는 원래 영문학을 전공했지만 당시 영문학과장이었던 아서 파디(Arthur Pardee)의 영향을 받아 화학으로 전공을 바꾸었다. 캐러더스는 화학에서 매우 뛰어났기 때문에 졸업 전 화학 강사가 되었고 파디가 사우스다코타 대학 화학과의 위원장이 되기 위해 떠났을 때 상급 과정을 공부하고 가르쳤다. 그는 1920년에 24세의 나이로 타르키오 대학교를 졸업하고 이학 학사 학위를 받았다. 그런 다음 그는 1921년에 일리노이 대학에서 예술학 석사 학위를 받았다.
캐러더스에게는 학계를 떠나기로 하는 결정이 어려웠다. 처음에 그는 듀폰의 고용 제안을 거부하면서 "저는 능력 저하로 인한 신경증적 증상을 겪고 있으며 이는 여기보다 훨씬 더 심각한 장애가 될 수 있다." 라고 설명했다. 이러한 인정에도 불구하고 듀폰은 캐러더스가 마음을 바꾸도록 설득했다. 그의 월급은 500달러였지만 하버드의 월급은 267달러(연봉 3,200달러)에 불과했다.
1930년 1월, 엘머 K. 볼튼 박사가 화학부의 화학 부장이 되었고, 이로써 캐러더스의 직접적인 상사가 되었다. 볼턴은 1930년에 실질적인 결과를 원했고, 그의 바람은 이루어졌다. 볼튼은 캐러더스에게 아세틸렌 중합체의 화학적 성질을 조사하여 합성 고무를 만드는 것을 목표로 했다. 1930년 4월, 캐러더스의 직원 중 한 명인 아놀드 M. 콜린스 박사는 고무와 비슷한 고체 물질을 생산하는 중합 반응에 의해 생성되는 액체인 클로로프렌을 분리해냈다. 이 제품은 최초의 합성고무였으며 네오프렌으로 알려져 있다.
같은 해에 캐로더스 팀의 또 다른 멤버인 줄리안 W. 힐 박사는 분자량이 4,000이 넘는 폴리에스터를 생산하기 위한 작업을 다시 시작했다. 그의 노력은 곧 큰 성공을 거두어, 분자량이 약 12,000인 합성 중합체를 만들어냈다. 고분자량 덕분에 녹은 중합체를 섬유 줄로 늘릴 수 있었다. 이렇게 하여 화학자들은 이것을 슈퍼폴리에스터라고 부르는 합성섬유가 탄생했다.
1934년에 캐러더스는 다시 섬유에 관심을 돌렸다. 연구팀은 이제 글라이콜 대신 디아민을 사용해 폴리아마이드라는 유형의 중합체를 생산했다. 이러한 물질은 클라이콜을 사용하여 형성된 폴리에스터보다 훨씬 더 안정적이었다. 폴리아미드는 수소 결합을 통해 결정 영역을 형성하는 능력으로 인해 기계적 특성이 더욱 향상된다. 그러므로 그들은 일상생활에 실용적인 합성 실크를 생산할 수도 있었다. 그의 연구로 인해 여러 가지 새로운 폴리아마이드가 발명되었다.
캐러더스는 나일론이 발명되기 전인 1934년 여름, 이러한 생산적인 연구 기간에 사라졌다. 그는 직장에 나오지 않았고, 그가 어디 있는지 아는 사람은 아무도 없었다. 그는 볼티모어에 있는 존스 홉킨스 병원과 연관된 유명한 피프스 클리닉 근처의 작은 정신과 병원인 피넬 클리닉에서 발견되었다. 그는 너무 우울해져서 정신과 의사를 만나기 위해 볼티모어까지 차를 몰았고 의사는 그를 병원에 입원시켰다.
1935년 2월 28일, 제라르 베르셰(Gerard Berchet)는 캐러더스의 지시에 따라 헥사메틸렌디아민과 아디프산으로부터 폴리아미드 6-6을 만들어냈다. 이 물질은 나일론으로 알려지게 되었다. 높은 녹는점 때문에 작업하기 어려웠지만, 볼튼은 이 폴리아미드를 상업적으로 개발할 소재로 선택했다. 그는 이 프로젝트에 캐러더스와 함께 일할 사람으로 조지 그레이브스 박사를 선택했다. 결국 그레이브스는 캐러더스를 대신해 폴리아미드 프로젝트의 리더가 되었다. 또한 수십 명의 화학자와 엔지니어가 폴리아미드 6-6을 실행 가능한 상업용 제품으로 정제하기 위해 노력했다.  .
1937년 1월 8일, 캐러더스의 누이 이소벨이 폐렴으로 사망했다. 월리스와 헬렌 캐러더스는 그녀의 장례식에 참석하기 위해 시카고로 여행을 갔고, 그녀의 장례를 위해 데모인으로 여행을 갔다.
1937년 4월 28일, 캐러더스는 실험실로 가서 일했다. 다음 날 오후 5시쯤, 그는 호텔 방에서 죽은 채로 발견되었는데, 그 옆에는 레몬즙과 청산가리 소금이 놓여 있었다. 유서는 발견되지 않았다.